# برناردو سوسا

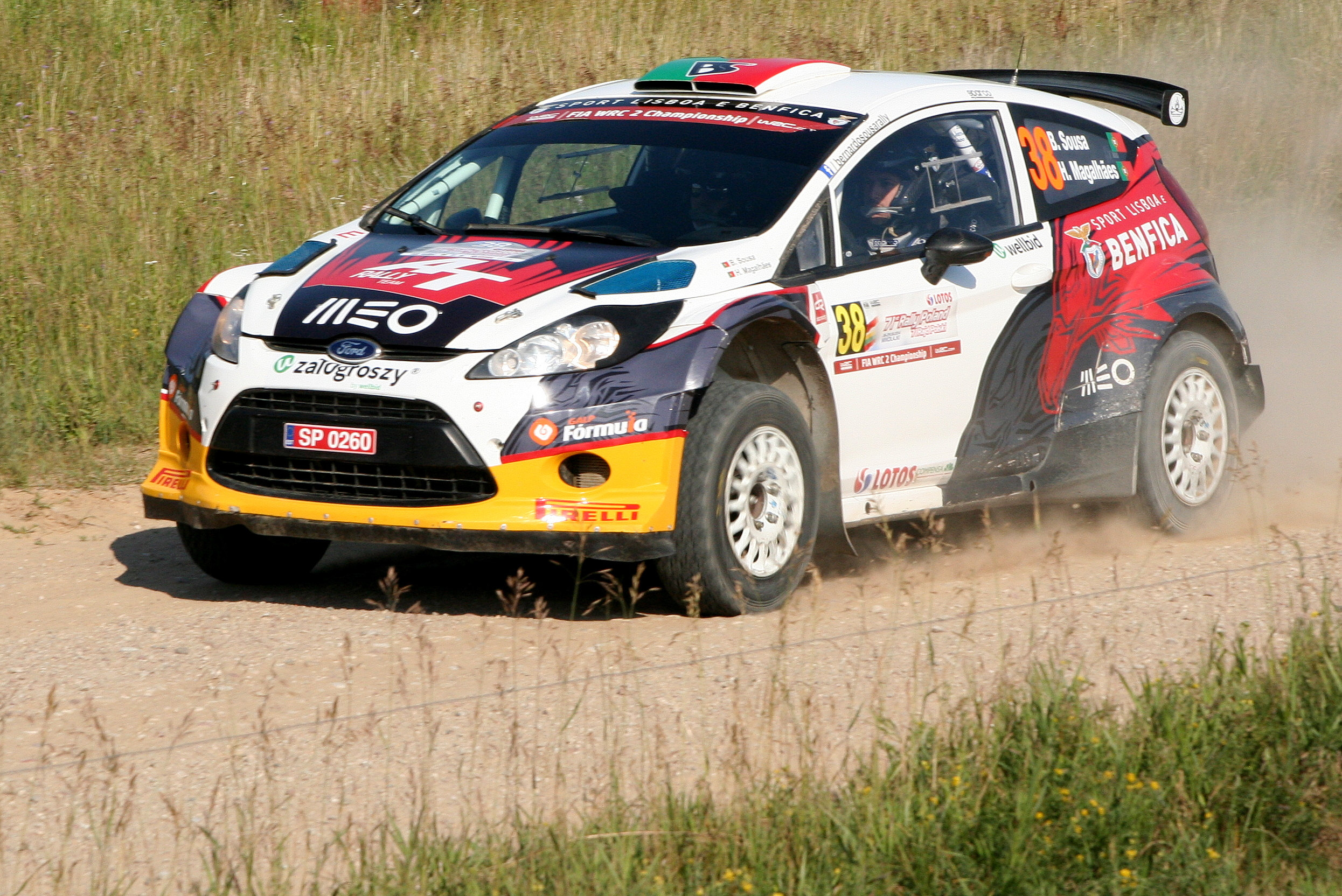

برناردو سوسا (بالبرتغالية: Bernardo Sousa) مواليد 16 مايو 1987 في جزر ماديرا في البرتغال، هو سائق راليات برتغالي. نافس سابقا في الكارتينغ. بدأ مسيرته كسائق رالي في سنة 2006 عندما شارك في بطولة البرتغال الوطنية. في 2008 بدأ مشاركته في بطولة العالم للراليات في فئة الإنتاج. حقق أول فوز له في فئته في رالي الأردن 2011.

## روابط خارجية
- برناردو سوسا على موقع Rallye-info.com (الإنجليزية)
- برناردو سوسا على موقع eWRC-results.com (الإنجليزية)